# ذا لانسيت
مجلة ذا لانسيت الدورية هي مجلة طبية عامة أسبوعية مراجعة، وتعد من أقدم وأشهر المجلات الدورية الطبية في العالم وتعد واحدة من أبرز وأكثر المجلات تميزا في العالم.
أسسها الجراح الإنكليزي توماس واكلي عام 1823، وتحمل اسم The Lancet والذي يعني المشرط بالإضافة لمصطلح "lancet arch" والذي يعني القوس المعماري مستدق الرأس.
تنشر في المجلة أبحاث أصلية ومراجعات علمية وعروض لكتب وتقارير علمية.
تمتلك إلزفير المجلة منذ عام 1991، وللمجلة مكاتب تحرير في لندن ونيو يورك وبكين.

## عامل التأثير
كان تسلسل المجلة من حيث عامل التأثير هو الثاني في عام 2014 (حيث بلغ 45.217) بعد مجلة نيو إنغلاند جورنال أوف ميديسين (55.873).

## مجلات تخصصية
تنشر المجلة عدة مجلا أخرى تخصصية هي:
- في طب الأعصاب: The Lancet Neurology (ع.ت. 21.823)[8]
- في علم الأورام: The Lancet Oncology (ع.ت. 24.725)[8]
- في الأمراض المعدية: The Lancet Infectious Diseases (ع.ت. 19.446)[8]
- في طب الأمراض الصدرية: The Lancet Respiratory Medicine
- في الطب النفسي: The Lancet Psychiatry
- في طب الغدد الصم: The Lancet Diabetes and Endocrinology
- في الصحة العالمية: The Lancet Global Health

وكذلك موقع يحمل عنوان The Lancet Student المتوفر منذ عام 2007.

## روابط خارجية
- ذا لانسيت على موقع الموسوعة البريطانية (الإنجليزية)